# Lenyn Uzcátegui
Lenyn Uzcátegui (Mérida, Venezuela, 7 de febrero de 1983) es un futbolista venezolano. Su posición es la de defensa y actualmente juega en el Aragua Fútbol Club de la Primera División de Venezuela.

## Clubes
| Club                  | País      | Año       |
| --------------------- | --------- | --------- |
| Atlético El Vigía     | Venezuela | 2008-2009 |
| Monagas SC            | Venezuela | 2010-2011 |
| Estudiantes de Mérida | Venezuela | 2011-2013 |
| Aragua FC             | Venezuela | 2013-     |